# Ad Santel
Adolph Ernst (7 de abril de 1887-noviembre de 1966) fue un luchador profesional estadounidense de ascendencia alemana, más conocido por su nombre artístico Ad Santel. Famoso por sus enfrentamientos con la escuela de judo Kodokan de Jigoro Kano, Santel es tenido por uno de los más ilustres practicantes de catch wrestling de la historia.

## Carrera
Nacido en Alemania antes de mudarse a San Francisco (California), donde se estableció, Santel aprendió el arte del catch wrestling de varios maestros y se destacó como uno de los luchadores más prometedores de su peso. Sin embargo, su pasaporte a la fama sería en 1916 al iniciar sin saberlo una de las rivalidades más conocidas en la historia de las artes marciales.
En plena expansión del judo, su fundador Jigoro Kano había enviado a varios de sus yudocas de cinturón negro a Estados Unidos a expandir el arte, y uno de ellos era Tokugoro Ito, de quinto dan y considerado uno de los mejores. Al llegar a América, Ito se presentó como el campeón de Japón y lanzó un reto a cualquier luchador americano para probar la superioridad de su arte. Santel respondió con rapidez, acordándose una lucha entre ambos el 5 de febrero, con chaquetas de judogi, en lo que se pensaba que sería una victoria fácil para el japonés. Sin embargo, Santel ganó el combate, ejecutando tal derribo sobre Ito que le dejó inconsciente al chocar su cabeza contra el suelo. De la misma forma que Ito se había presentado como campeón de Japón de judo, Ad se autoproclamó "campeón mundial de judo" en imitación de los títulos de lucha libre de la época, y esto enfureció a los dirigentes de Kodokan, quien llegaron a poner en tela de juicio las habilidades de Ito. Ante tal ofensa, Tokugoro pidió la revancha, celebrándose otro combate el 16 de julio, y esta vez el yudoca ganó, estrangulando a Santel con la solapa de su chaqueta en la tercera ronda. Santel solicitó una tercera lucha con Ito, y ésta acabó en empate. Por ello se pensó que el feudo había terminado, pero el catch wrestler estaba dispuesto a seguir asediando la escuela.
El 20 de octubre de 1917, Santel llegó a Seattle y retó al maestro de judo residente, Taro Miyake, quien cayó ante él víctima de un half Nelson slam tan poderoso que, según la prensa, Miyake permaneció mareado durante más de media hora después de la lucha. Viendo esto como una nueva ofensa, Kano envió allí a cuarto dan Daisuke Sakai, pero Ad le derrotó sometiéndole dos veces por bíceps slicer. La escuela Kodokan quedó disuadida de proseguir el enfrentamiento, pero en 1921 Santel reunió a un equipo de luchadores con Henry Weber y Matty Matsuda y viajaron a Tokio para volver a desafiarles en persona. El trío fue recibido por el alto cargo de judo Heita Okabe, quien ayudó a organizar una gira de combates contra Ad y los suyos. Cuando Kano se enteró de esto, ordenó a sus yudocas que no aceptaran el desafío y amenazó con expulsarles de Kodokan, pero seis yudocas le desobedecieron y se presentaron para participar en el evento, entre ellos Reijiro Nagata y Hikoo Shoji, ambos de quinto dan y peso superior al de Santel. Ante un público de 10 000 personas en el santuario Yasukuni, Santel luchó contra Nagata y ejecutó sobre él un headlock que le dejó fuera de combate de forma fulminante. Aquí hubo cierta controversia, ya que el equipo de Reijiro protestó clamando que había sido una técnica ilegal y que Santel merecía ser descalificado, a lo que Santel respondió que no era tal cosa, y que en cualquier caso estaba dispuesto a repetir el combate; pero al final, con Nagata incapaz de pelear, el veredicto de los jueces fue claro, y el estadounidense fue declarado vencedor por KO técnico. Al día siguiente, en el mismo escenario, Santel dominó a Shoji con una serie de técnicas, y aunque la lucha terminó en empate después de 60 minutos debido a que Shoji se negó a rendirse, el yudoca quedó tan maltrecho que el mismo Santel tuvo que ayudarle a volver al vestuario. Impresionado, Shoji declararía ante la prensa que "sus técnicas de catch eran tan buenas como las mías de judo, y algunas incluso mejores. Tengo que aprender más catch wrestling." Más tarde, en una gira en Nagoya, Santel derrotó a Hajime Shimizu, y en otra celebrada en Osaka, llegó a un empate contra él.
Gracias a estas victorias, el inicialmente hostil público de Japón comenzó a admirar a Santel y a interesarse por el catch wrestling, y varios japoneses viajarían por todo el mundo para aprender este arte. Okabe y los seis yudocas que aceptaron el reto fueron expulsados de Kodokan, pero algunos de ellos -como Hikoo Shoji y Ichiro Hatta- siguieron a Santel a Estados Unidos para entrenar con él. De esta manera, la lucha libre profesional empezaría a ser conocida en Japón, donde años después Rikidozan la haría famosa. Por su parte, Santel seguiría combatiendo esporádicamente a yudocas los años siguientes. El 4 de julio de 1925, Ad luchó con el famoso Tsutao Higami en una competición a dos caídas: Santel ganó la primera por neckscissors y Higami la segunda por juji-gatame, de forma que la pelea acabó en empate. Un año después, Santel peleó con Setsuzo Oza, consiguiendo otro empate. Después de la lucha, Santel reconoció que Oza era el yudoca más poderoso al que se había enfrentado, y por su parte, Oza declaró que Santel era increíblemente  y que él mismo había creído estar a punto de morir en sus llaves.
Otra de las enemistades más famosas de Santel sería contra el legendario Clarence Eklund. En el primero de sus combates, ocurrido el 6 de abril de 1925, Ad le sometió dos veces, primero por bíceps slicer y luego por double wrist lock. Sin embargo, Santel perdería la revancha en Melbourne, Australia tres años después, en gran parte por mal estado de salud y la bajada de peso que necesitó para ponerse en la categoría de Clarence en ese momento. El propio Eklund admitiría que su ventaja física fue excesiva.
Lou Thesz afirma en su autobiografía que Santel le confesó haber sido el causante de la derrota de Georg Hackenschmidt ante Frank Gotch, habiendo sido supuestamente contratado por el equipo de Gotch para lesionar a Hackenschmidt en un entrenamiento antes del combate entre ambos. Sin embargo, no existe constancia de que Santel estuviera presente en los entrenamientos de Georg, y ni siquiera es mencionado en los testimonios de Ben Roller y del propio Hackenschmidt sobre cómo ocurrió dicha lesión, así que esta afirmación es tenida como apócrifa por las fuentes principales.

## Campeonatos y logros

### Judo
- World Judo Championship (autoproclamado)

### Lucha libre profesional
- World Light Heavyweight Championship (1 vez)